# Гайдо
Гайдо (лат. Gaido или Gaidus; умер не ранее 776) — последний лангобардский герцог Виченцы (не позднее 772—776), утративший власть после неудачного мятежа против франков.

## Биография
О Гайдо и связанных с ним событиях сообщается в нескольких раннесредневековых нарративных источниках: во франкских анналах, «Истории» Андрея Бергамского, «Liber Pontificalis», различных продолжениях «Истории лангобардов» Павла Диакона, а также в «Жизни Карла Великого» Эйнхарда. Сведения этих источников использовались в трудах более поздних авторов: например, в «Анналах Флавиньи и Лозанны», «Деяниях верденских епископов», хрониках Гуго из Флавиньи, Сигеберта из Жамблу и Саксонского анналиста.
Точно не установлено, когда Гайдо стал правителем герцогства со столицей в Виченце. Предыдущим известным властителем этого города был погибший в 734 году в сражении с венецианцами и византийцами Паредео. Однако Гайдо был уже герцогом, когда в 773 году в Лангобардское королевство вторглась армия короля франков Карла Великого.
В то время Виченца была одним из крупнейших городов Северной Италии. По некоторым оценкам, только её городское ополчение в лангобардский период могло составлять 1500 воинов.
По утверждению Андрея Бергамского, осенью 773 года — зимой 774 года Гайдо совместно с герцогом Фриуля Ротгаудом разбили войско франков на границе Фриульского герцогства у моста через Ливенцу, и только требования знати заставили герцогов вступить в переговоры с Карлом Великим. Предполагается, что, опасаясь оставлять в тылу своей армии враждебно настроенных к нему представителей знати северо-восточной части Лангобардского королевства и их союзников из Венецианской республики, король франков признал Ротгауда и Гайдо законными правителями их владений.
Тем не менее, и после этого Ротгауд продолжил тайно злоумышлять против франков, присоединивших Лангобардское королевство к Франкскому государству. Ведя тайные переговоры с возможными союзниками, герцог Фриуля готовился в наиболее подходящий момент поднять восстание против Карла Великого. Об этом стало известно папе римскому Адриану I, о чём тот информировал короля франков в датированном 28 октября 775 года послании. Наместник Святого Престола сообщал правителю Франкского государства, что через патриарха Градо Иоанна IV он узнал о намерениях герцогов Арехиса II Беневентского, Гильдепранда Сполетского, Регинбальда и Ротгауда Фриульского, а также, возможно, примкнувшего к ним архиепископа Равенны Льва I в марте 776 года поднять при поддержке византийцев мятеж и восстановить Лангобардское королевство, посадив на его престол Адельхиза, сына свергнутого короля Дезидерия. В конце 775 года папа римский ещё раз писал Карлу Великому о готовившемся заговоре. Историки предполагают, что обвинения, выдвинутые Адрианом I против герцогов Беневенто и Сполето, не имели под собой реальной основы и были вызваны притязаниями папы римского на их владения. Однако сведения Адриана I в отношении герцога Ротгауда подтвердились, так как вскоре Карлу Великому стало известно о начавшемся в Северной Италии восстании. В «Анналах королевства франков» сообщается, что правитель Фриуля сам намеревался принять королевский титул и что к мятежникам примкнули многие представители лангобардской знати, включая герцога Виченцы Гайдо и тестя Ротгауда, герцога Тревизо Стабилина.
Быстро приостановив военные действия против саксов, Карл Великий отпраздновал Рождество Христово в королевском пфальце Селестат, ставшим местом сбора армии для нового итальянского похода. В начале 776 года франкское войско не встречая сопротивления перешло Альпы и двинулось против мятежников. В «Анналах Петау» утверждается, что восставшие были застигнуты врасплох, не ожидая столь быстрого появления в Италии правителя франков. Герцог Ротгауд погиб в одном из первых же боёв с войском Карла Великого вблизи реки Пьяве, после чего мятежники уже не смогли оказать франкам серьёзного сопротивления. К Пасхе, отмечавшейся королём франков 14 апреля в Тревизо, восстание было подавлено. Часть мятежников была казнена, но большинство восставших только лишилась своих владений и имущества (в том числе, и Стабилин, которого Карл Великий заменил графом Гебахардом). Некоторые лангобарды были депортированы в другие районы Франкского государства: среди них был и Арехис, брат Павла Диакона.
О дальнейшей судьбе Гайдо сведений не сохранилось. Известно только, что после восстания он лишился всех своих владений. Гайдо — последний герцог Виченцы лангобардского периода истории Италии. После него власть над городом перешла к франкским графам, первым из которых, возможно, был Кундхарт.